# Maria Marcinkowa
Maria Marcinkowa (ur. 20 października 1880 w Chorzowie, obecnie Chorzów Stary, dzielnica Chorzowa, zm. 5 lipca 1953 w Chorzowie) – kupiec, pierwsza kobieta – radna w Królewskiej Hucie (obecnie Chorzów).

## Życiorys
Urodziła się w rodzinie górnika, weterana wojny prusko-francuskiej. Niewiele wiadomo o latach jej młodości.
Działaczka Towarzystwa Polek, Kółka Towarzyskiego, Towarzystwa Śpiewu „Lutnia”. współzałożycielka Polskiego Towarzystwa Gimnastycznego „Sokół”, brała m.in. udział w zawodach gimnastycznych na Zadolu.
Wyszła za mąż za górnika Zygfryda Marcinka, który po wypadku w kopalni przekwalifikował się na mistrza szewskiego oraz uruchomił warsztat rzemieślniczy. Mieli ośmioro dzieci - pięciu synów i trzy córki.
Po wybuchu I wojny światowej prowadziła we własnym domu coniedzielne spotkania Polaków, użyczyła też pomieszczenia dla dużego zbioru polskich książek. Jej najstarszy syn wraz z kolegami zawiązał grupę „Śląscy Filareci”.
We wrześniu 1919, w wyborach komunalnych w Królewskiej Hucie (obecnie Chorzów), zdobyła mandat pierwszej kobiety - radnej, startując z listy Towarzystwa Gimnastycznego „Sokół”.
Podczas III Powstania Śląskiego zaangażowała się w działalność lokalnego koła PCK. Po przyznaniu Królewskiej Huty (obecnie Chorzów) Polsce, w czerwcu 1922 wkraczające do Chorzowa Wojsko Polskie witały m.in. Petronela Golasiowa oraz 13 letnia córka, Pelagia Marcinkowa.
Po przyłączeniu Chorzowa do Polski angażowała się nadal w działalność Towarzystwa Polek, Polskiego Towarzystwa Gimnastycznego „Sokół”, oraz Związku Obrony Kresów Zachodnich.
W listopadzie 1926 ponownie wybrana radną, z listy Polskiego Stowarzyszenia Stronnictw Chrześcijańskich. Podjęła działalność charytatywną, w Towarzystwie Wincentego a Paulo, Komitecie Pomocy Bezrobotnym.
Podczas II wojny św. nękana przez gestapo.

## Odznaczenia
Odznaczona Krzyżem Niepodległości.